# Fiorino ungherese
Il fiorino ungherese (in ungherese forint) è la valuta ufficiale dell'Ungheria. Il codice ISO 4217 è HUF.
Fino al 1999, un fiorino era suddiviso in 100 fillér.

## Storia
Il nome deriva da quello del fiorino di Firenze, una moneta d'oro coniata per la prima volta nel 1252. In Ungheria, florentinus (più tardi forint), fu una moneta d'oro in uso dal 1325 sotto Carlo Roberto d'Angiò. Subito divenne una delle monete più forti della regione. Pesava 3,40 g come il fiorino di Firenze.

### Ongaro
In Italia il fiorino ungherese fu chiamato Ongaro e fu imitato da molte zecche italiane come quelle di Bozzolo, Casale Monferrato, Castiglione delle Stiviere, Correggio, Maccagno e Modena.
Poiché era in genere rappresentato un guerriero con larghi calzoni, le monete erano dette anche ongari bragoni.
Sono noti anche gli ongari di Kremnitz, d'Olanda, l'ongaro imperiale e quello di Maria Teresa.

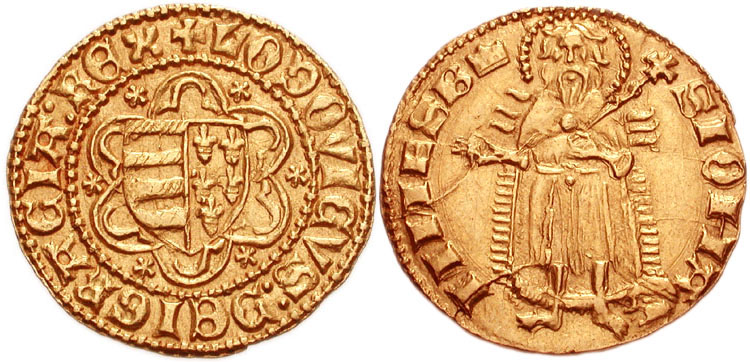
Luigi I il Grande (Nagy Lajos) (1342-1382)
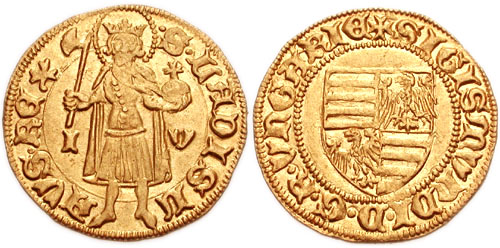
"Ongaro" di Sigismondo (1387-1437)
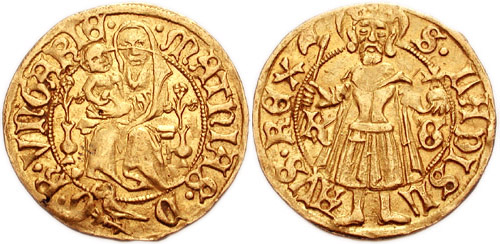
Mattia Corvino (1458-1490)
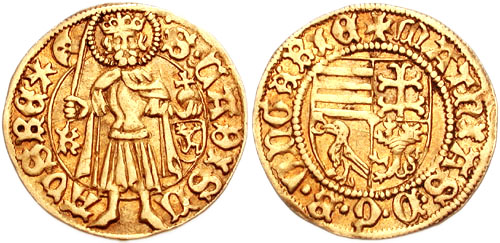
Mattia Corvino (1458-1490)

### Fiorino austro-ungarico
Tra il 1857 e il 1892, forint fu il nome ungherese della moneta dell'Impero austro-ungarico, nota in tedesco come Österreichischer Gulden o fiorino austro-ungarico. In Ungheria era diviso in 100 krajczár (krajcár in ungherese moderno).

### Fiorino ungherese
Il fiorino fu introdotto in Ungheria il 1º agosto 1946, dopo l'iperinflazione subita dal pengő nel 1945-1946. Il processo fu diretto dal Partito Comunista Ungherese, che teneva l'importante carica ministeriale, e il successo del fiorino fu utilizzato per ottenere vantaggi politici, contribuendo alla conquista del potere da parte del Partito Comunista nel 1948-49. Il fiorino rimpiazzò il pengő al cambio di 1 fiorino = 4×1029 pengő.
Tradizionalmente il fiorino era suddiviso in 100 fillér, ma il fillér era diventato a causa dell'inflazione non utilizzabile e dal 1999 non è più in circolazione. L'abbreviazione ungherese per il fiorino è Ft.
Dopo la sua introduzione nel 1946, il fiorino rimase stabile per diversi anni, ma iniziò a perdere il suo potere d'acquisto appena il sistema economico dello Stato perse la sua competitività durante gli anni settanta e ottanta del Novecento. Dopo il cambiamento di regime del 1989-90, il fiorino ebbe per tre anni una forte rivalutazione (35% circa), ma rilevanti riforme riuscirono a stabilizzarne il valore. Dopo l'anno 2000 il valore relativamente alto del fiorino sul mercato (specialmente in confronto con il dollaro statunitense che stava diminuendo di valore, e in parte anche nei confronti dell'euro) svantaggia l'industria ungherese che è fortemente indirizzata all'esportazione nei confronti delle industrie straniere con valute più deboli.

#### Sostituzione con l'euro
All'interno del processo di integrazione dell'Ungheria nell'Unione europea e nell'euro, era inizialmente previsto che il fiorino scomparisse verso il 2010-2012, secondo la situazione economica. C'era un'opinione diversa tra la Banca Nazionale ungherese e il governo ungherese sulla possibilità di riuscire a raggiungere, secondo quanto richiesto dalla UE, gli obiettivi di bassa inflazione e di debito ridotto entro il 2010. In seguito la data definitiva è diventata più sfumata e il governo ungherese non ha definita una data certa per l'introduzione dell'euro.

## Monete

### Serie Ungheria (2012-)
| Serie Ungheria (2012 - presente) | Serie Ungheria (2012 - presente) | Serie Ungheria (2012 - presente) | Serie Ungheria (2012 - presente) | Serie Ungheria (2012 - presente) | Serie Ungheria (2012 - presente) | Serie Ungheria (2012 - presente)                                                        | Serie Ungheria (2012 - presente)    | Serie Ungheria (2012 - presente)                         | Serie Ungheria (2012 - presente)       | Serie Ungheria (2012 - presente) | Serie Ungheria (2012 - presente) | Serie Ungheria (2012 - presente) |
| Immagine                         | Immagine                         | Valore                           | Parametri tecnici                | Parametri tecnici                | Parametri tecnici                | Parametri tecnici                                                                       | Descrizione                         | Descrizione                                              | Descrizione                            | Data di                          | Data di                          | Data di                          |
| Diritto                          | Rovescio                         | Valore                           | Diametro                         | Spessore                         | Massa                            | Composizione                                                                            | Bordo                               | Diritto                                                  | Rovescio                               | prima coniazione                 | emissione                        | decadenza                        |
| -------------------------------- | -------------------------------- | -------------------------------- | -------------------------------- | -------------------------------- | -------------------------------- | --------------------------------------------------------------------------------------- | ----------------------------------- | -------------------------------------------------------- | -------------------------------------- | -------------------------------- | -------------------------------- | -------------------------------- |
|                                  |                                  | 5 Ft                             | 21.2 mm                          | 1.3 mm                           | 4.2 g                            | 75% rame 21% zinco 4% nichel                                                            | Liscio                              | "MAGYARORSZÁG", Ardea alba, anno di coniazione           | Indicazione del valore, segno di zecca | 2012                             | 1º gennaio 2012                  | In circolazione                  |
|                                  |                                  | 10 Ft                            | 24.8 mm                          | 1.3 mm                           | 6.1 g                            | 75% rame 25% nichel                                                                     | Alternativamente liscio e zigrinato | "MAGYARORSZÁG", Stemma dell'Ungheria, anno di coniazione | Indicazione del valore, segno di zecca | 2012                             | 1º gennaio 2012                  | In circolazione                  |
|                                  |                                  | 20 Ft                            | 26.3 mm                          | 1.9 mm                           | 6.9 g                            | 75% rame 21% zinco 4% nichel                                                            | Dentellato                          | "MAGYARORSZÁG", Iris Ungherese, anno di coniazione       | Indicazione del valore, segno di zecca | 2012                             | 1º gennaio 2012                  | In circolazione                  |
|                                  |                                  | 50 Ft                            | 27.4 mm                          | 1.7 mm                           | 7.7 g                            | 75% rame 25% nichel                                                                     | Liscio                              | "MAGYARORSZÁG", Falco cherrug, anno di coniazione        | Indicazione del valore, segno di zecca | 2012                             | 1º gennaio 2012                  | In circolazione                  |
|                                  |                                  | 100 Ft                           | 23.8 mm                          | 2.2 mm                           | 8.0 g                            | 100% acciaio Anello: rivestimanto in nichel Nucleo: rivestimento in 75% rame, 25% zinco | Dentellato                          | "MAGYARORSZÁG", Stemma dell'Ungheria, anno di coniazione | Indicazione del valore, segno di zecca | 2012                             | 1º gennaio 2012                  | In circolazione                  |
|                                  |                                  | 100 Ft                           | 23.8 mm                          | 2.2 mm                           | 8.6 g                            | Anello: 65% rame, 20% zinco, 15% nichel Nucleo: 75% lega, 21% zinco, 4% rame, nichel    | Dentellato                          | "MAGYARORSZÁG", Stemma dell'Ungheria, anno di coniazione | Indicazione del valore, segno di zecca | 2020                             | 1º luglio 2020                   | In circolazione                  |
|                                  |                                  | 200 Ft                           | 28.3 mm                          | 2.0 mm                           | 9.0 g                            | Anello: 75% rame, 21% zinco, 4% nichel Nucleo: 75% rame, 25% nichel                     | Alternativamente liscio e zigrinato | "MAGYARORSZÁG", Ponte delle Catene, anno di coniazione   | Indicazione del valore, segno di zecca | 2012                             | 1º gennaio 2012                  | In circolazione                  |

## Banconote
Tutte le banconote sono filigranate, contengono una striscia verticale di sicurezza di metallo e sono adatte per gli ipovedenti. La banconota da 2 000 fiorini e quelle di valore maggiore sono protette anche da un disegno olografico. I biglietti hanno le dimensioni di 154×70 mm
Le banconote in circolazione sono:
- 500 fiorini: il dritto mostra il principe Francesco II Rákóczi (1676-1735)
- 1.000 fiorini: il dritto mostra il re Mattia Corvino
- 2.000 fiorini: il dritto mostra il principe sovrano Gabriele Bethlen
- 5.000 fiorini: il dritto mostra l'industriale Conte István Széchenyi
- 10.000 fiorini: il dritto mostra il fondatore dell'Ungheria, re Stefano I
- 20.000 fiorini: il dritto mostra il politico della metà del XIX secolo Ferenc Deák

## Storia delle banconote e delle monete attuali
Durante il periodo comunista, a partire dal 1946 e fino al 1999, furono in circolazione le monete da 10, 20, 50 fillér e 1, 2, 5, 10, 20 fiorini. Queste monete erano di dimensioni maggiori di quelle attuali. Le banconote erano da 10, 20, 50, 100, 500, 1 000 e 5 000 fiorini, anche se quelle da 10 e 20 fiorini negli ultimi anni erano diventate più rare. Il biglietto da 1 000 fiorini fu introdotto nel 1983 e quello da 5 000 nel 1991. Le monete e le banconote attuali sono state introdotte a partire dal 1992, il biglietto da 10 000 fiorini fu emesso nel 1997 e quello da 20 000 nel 2001. Tutte riportano il nuovo stemma ungherese con la corona. Le nuove banconote hanno tutte la stessa dimensione e, a differenza delle vecchie, hanno moderne misure anti-falsificazione. Negli anni hanno subito piccoli cambiamenti per migliorarne la sicurezza. È stata emessa una nuova moneta bimetallica da 100 fiorini più spessa per evitare confusioni con quella da 20 fiorini. Nel marzo 2008 le monete da 1 e 2 fiorini sono uscite dalla circolazione. A partire dal 2009 la banconota da 200 fiorini è stata progressivamente sostituita con una moneta di pari valore.

## Serie storica dei tassi di cambio
| Data            | 1 EUR  | 1 GBP  | 1 USD   |
| --------------- | ------ | ------ | ------- |
|                 |        |        |         |
| 1º gennaio 2012 | 315,35 | 378,53 | 243,48  |
| 1º gennaio 2011 | 279,50 | 336,19 | 215,80  |
| 1º gennaio 2010 | 271,69 | 304,53 | 188,81  |
| 1º gennaio 2009 | 267,38 | 276,30 | 190,54  |
| 1º gennaio 2008 | 254,35 | 344,87 | 172,69  |
| 1º gennaio 2007 | 252,93 | 373,86 | 190,74  |
| 1º gennaio 2006 | 253,11 | 366,51 | 212,62  |
| 1º gennaio 2005 | 244,66 | 346,95 | 180,755 |
| 1º gennaio 2004 | 261,83 | 371,59 | 206,83  |
| 1º gennaio 2003 | 235,74 | 361,88 | 225,09  |
| 1º gennaio 2002 | 244,75 | 395,45 | 271,88  |
| 1º gennaio 2001 | 264,58 | 417,70 | 279,62  |
| 1º gennaio 2000 | 254,47 | 407,22 | 248,82  |
| 1º gennaio 1998 | -      | 335,98 | 205,18  |
| 1º gennaio 1995 | -      | 173,30 | 110,75  |
| 1º gennaio 1993 | -      | 126,99 | 84,41   |
| 1º gennaio 1990 | -      | 100,23 | 62,54   |

Tassi di cambio per HUF
| Con Yahoo! Finance:     | AUD CAD CHF EUR GBP HKD JPY USD |
| (EN) Con XE.com:        | AUD CAD CHF EUR GBP HKD JPY USD |
| (EN) Con OANDA.com:     | AUD CAD CHF EUR GBP HKD JPY USD |
| Con ExchangesBoard.com: | AUD CAD CHF EUR GBP HKD JPY USD |